# Virové hemoragické horečky

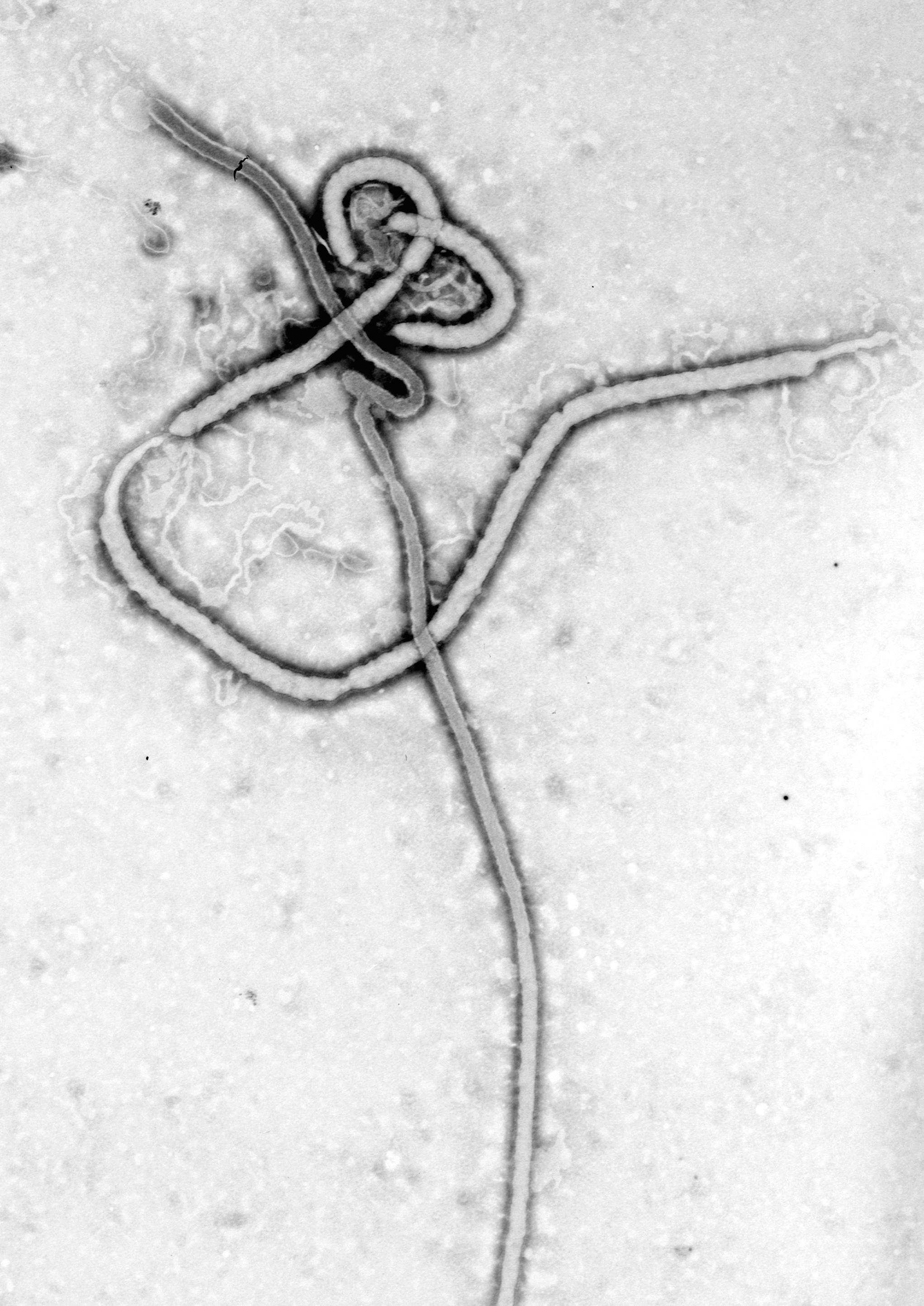
Virus Ebola je jedním z nejznámějších zástupců čeledi Filoviridae. Snímek pořízený transmisní elektronovou mikroskopií.

Virové hemoragické horečky (zkráceně VHH), nebo též virové krvácivé horečky je souhrnné označení pro různorodou skupinu zvířecích a lidských onemocnění, které jsou způsobeny RNA viry ze čtyř odlišných čeledí: Arenaviridae, Filoviridae, Bunyaviridae a Flaviviridae. Všechny typy VHH jsou charakterizovány horečkou a krvácivou poruchou a všechny mohou vyústit až k velmi vysokým horečkám, šoku a v extrémních případech i ke smrti. Některé nemoci, jako například skandinávská nephropathia epidemica, mají mírný průběh, zatímco jiné, jako například africká ebola, končí převažně smrtí.